# Ainaži
Ainaži est une ville de Lettonie située dans région de Vidzeme, au bord de la mer Baltique et à la frontière estonienne, à 116 km de Riga. Avant 1917, elle était connue sous son nom allemand, Haynasch.
Jusqu'à la réforme territoriale du 2009, la commune faisait partie du rajons de Limbaži. Elle a ensuite fait partie du novads de Salacgrīva, et du novads de Limbaži depuis 2021.

## Histoire
Ainaži a une longue histoire dans l'activité maritime et elle est d'ailleurs célèbre pour abriter la première École de la marine du pays, construite sous l'égide de Krišjānis Valdemārs et Kristians Dāls en 1864. L'école fonctionnait pendant 50 ans, jusqu'à la Première Guerre mondiale.
La bourgade d'Ainaži (en letton : Ainažu miests) a été fondée en 1869. En 1900-1905, on y a construit un port de commerce.
En 1926, Ainaži a acquis le statut de ville.
D'importants travaux d'aménagement du port furent effectués dans les années 1920-1930. On a effectué un dragage, nettoyé le fond des épaves, érigé un brise-lames et installé le phare. Les opérations de la Seconde Guerre mondiale y ont causé de grands dommages. Les locaux de l'école navale ont été brulés, ainsi que les entrepôts. Le port fut de nouveau reconstruit, mais désormais il subissait la concurrence du nouveau port de Pärnu. Le transport était également assuré par la ligne du chemin de fer Smiltene—Ainaži inaugurée en 1912. Ainsi, la ville n'a plus retrouvé son importance économique d'autrefois.

## Galerie

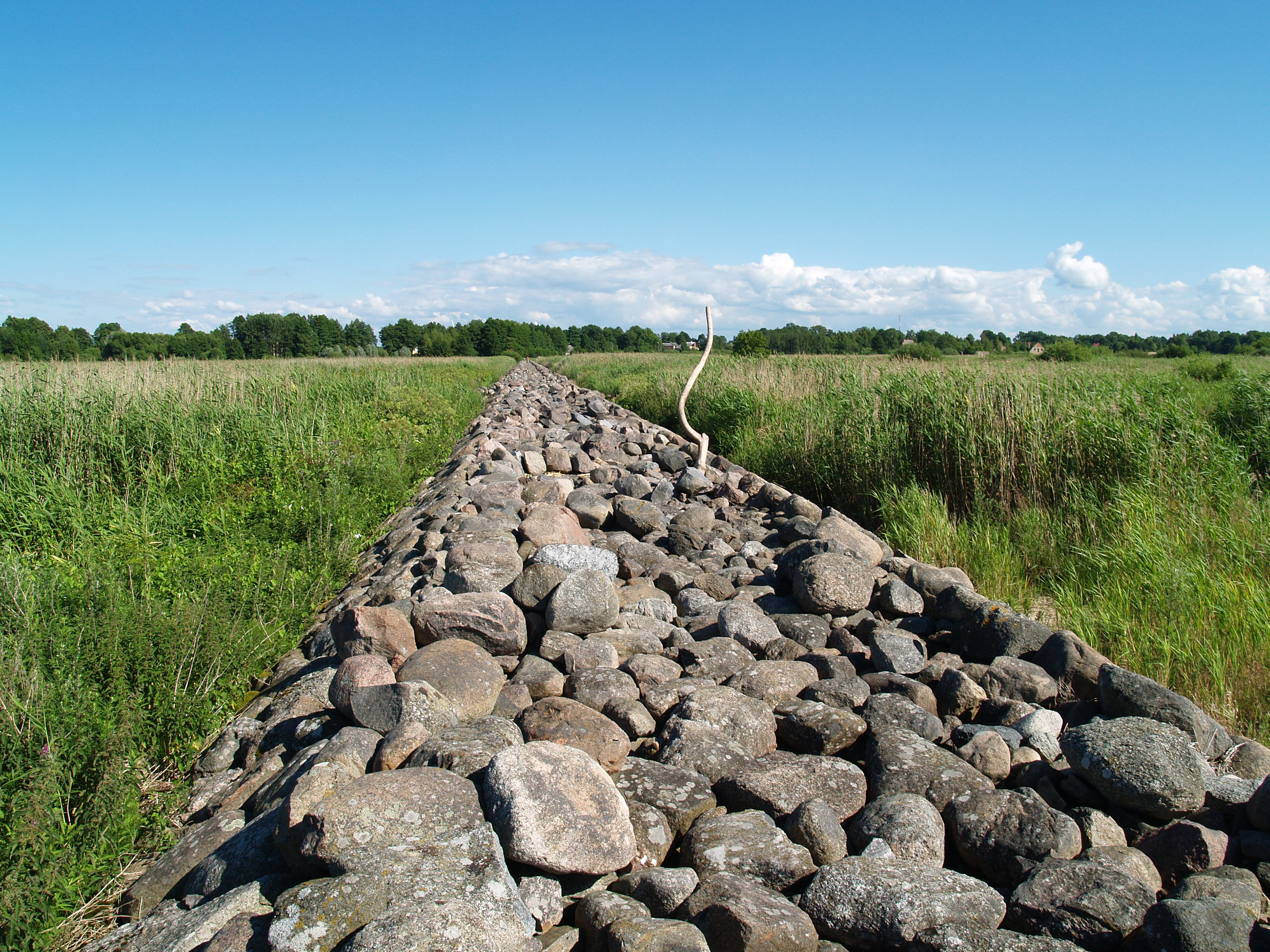
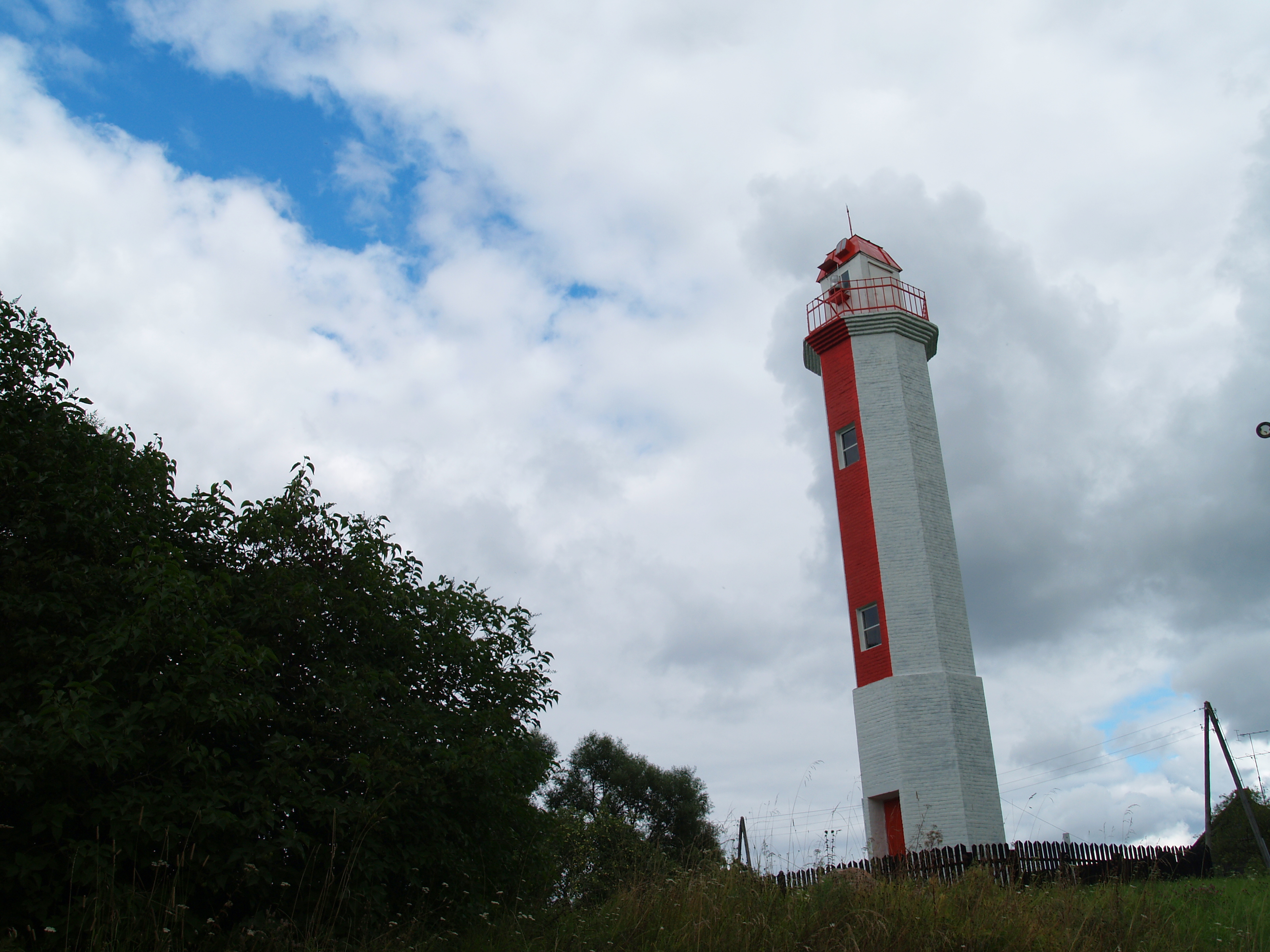
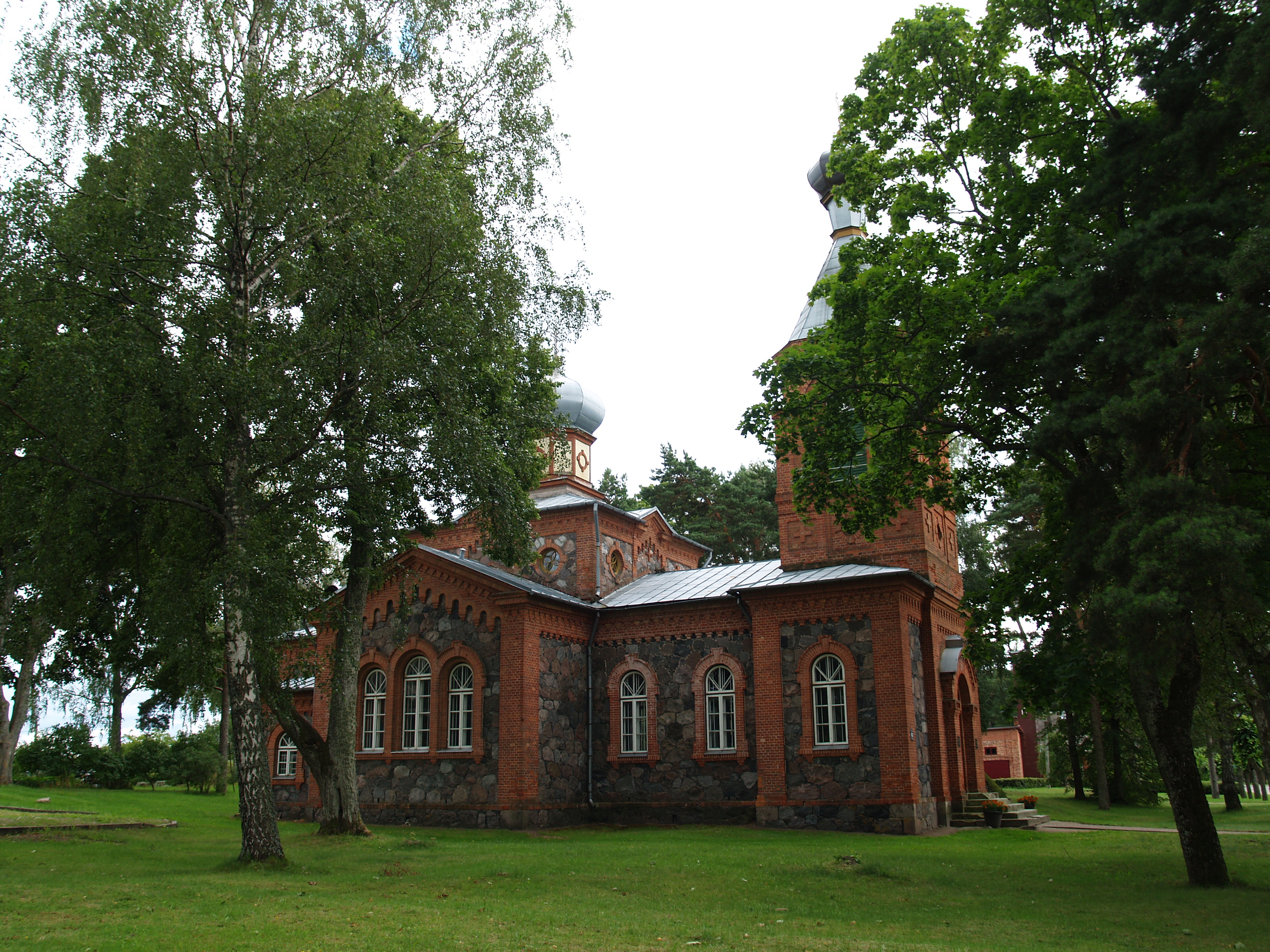
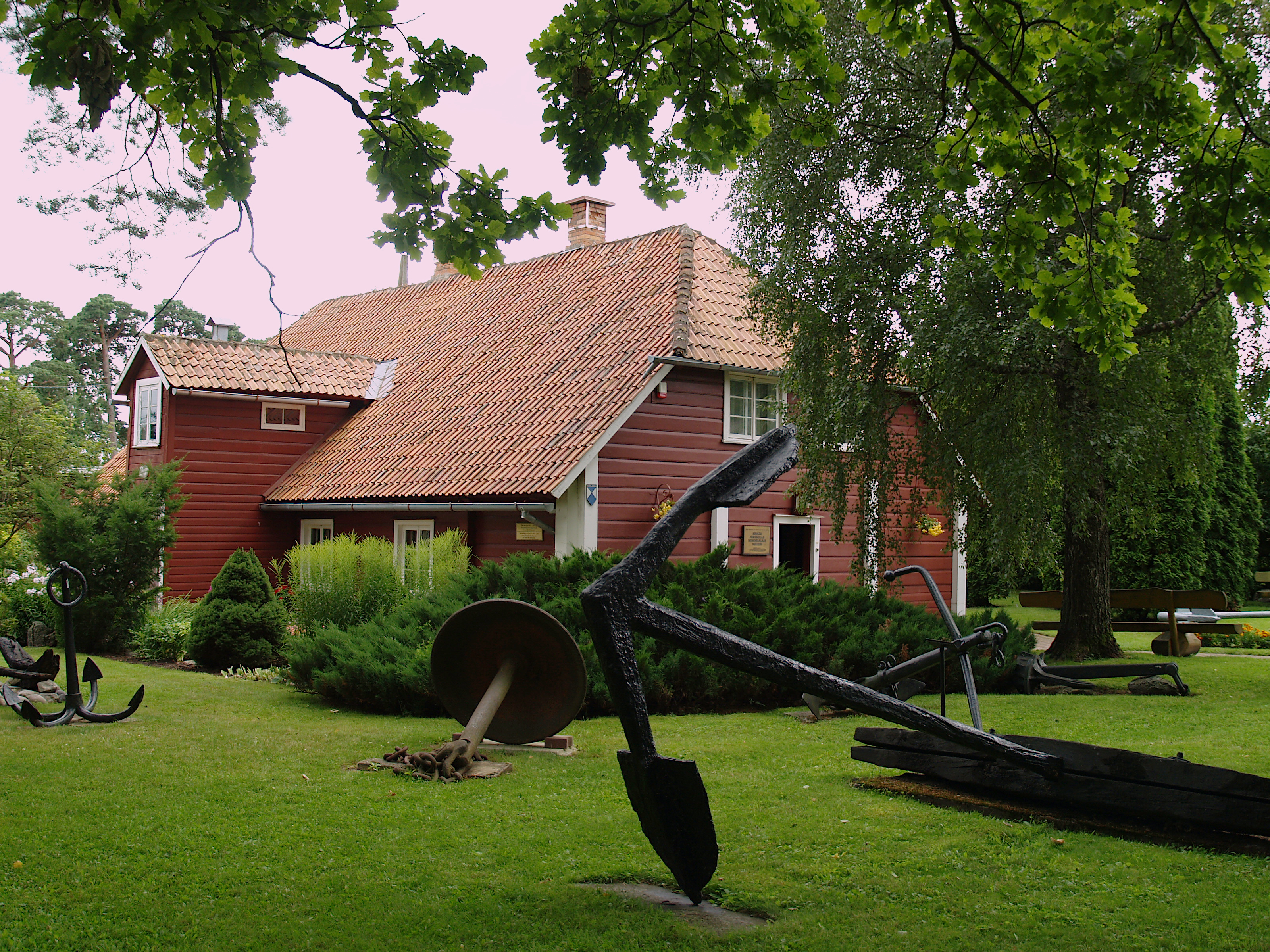
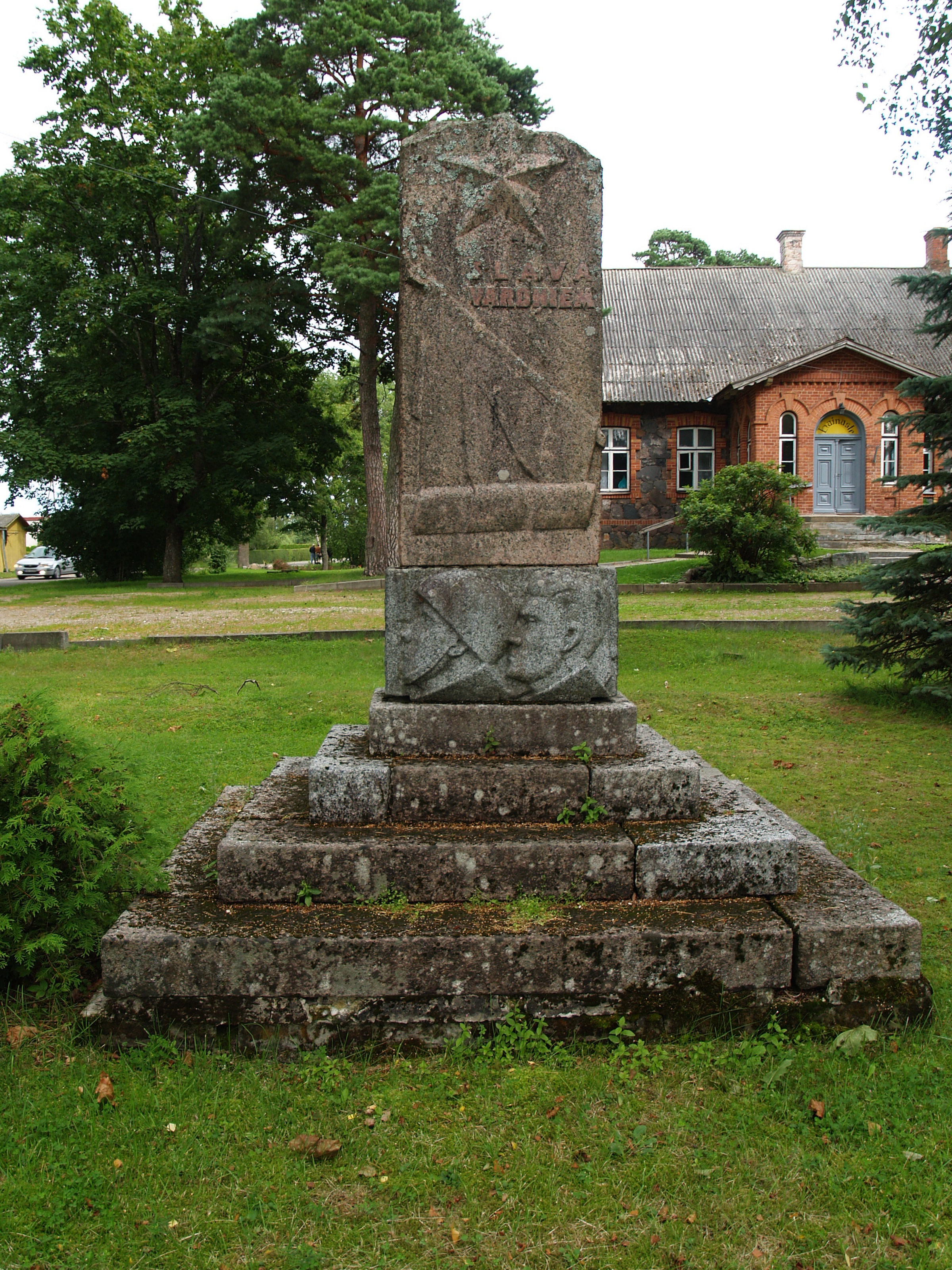
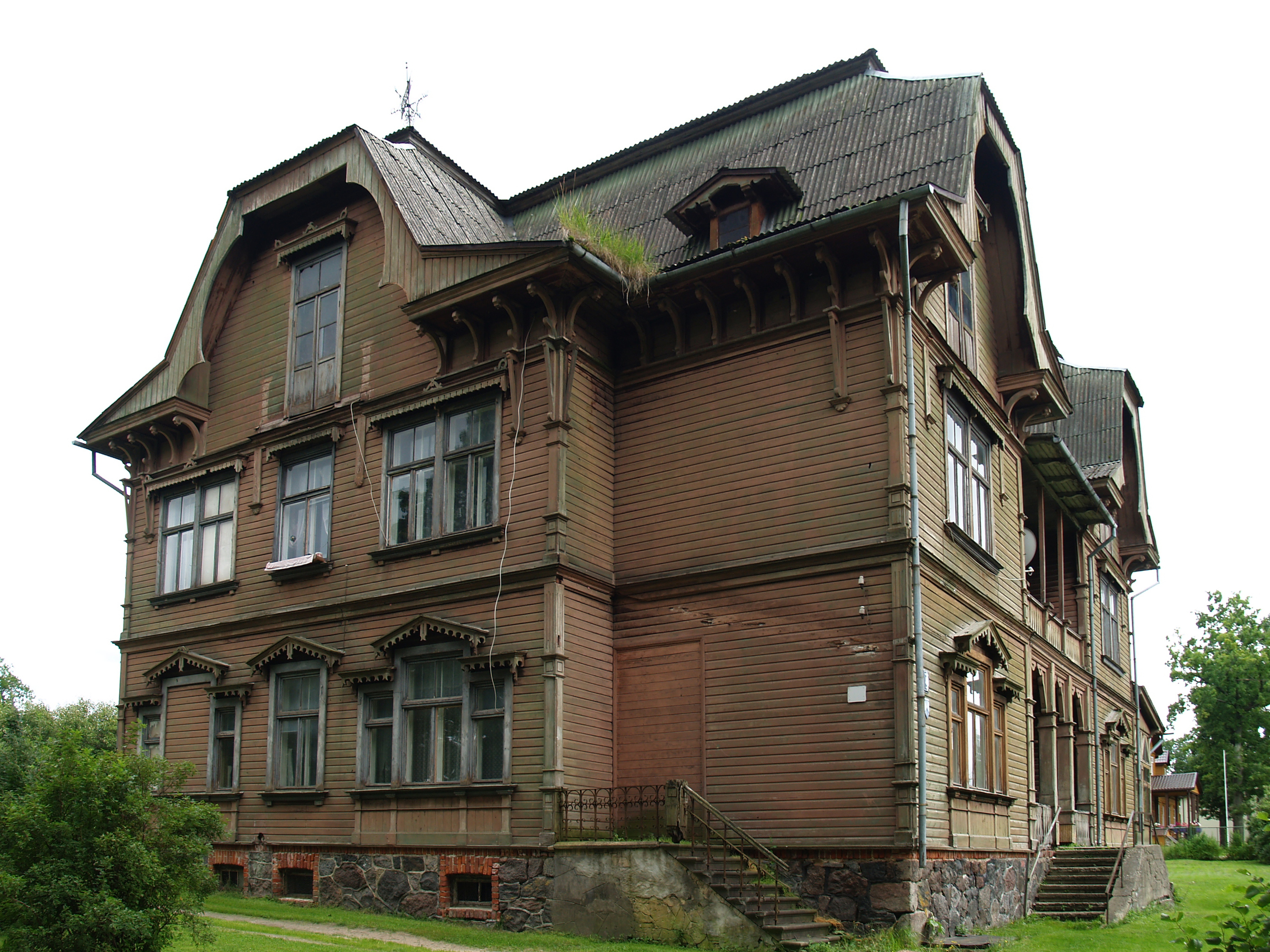
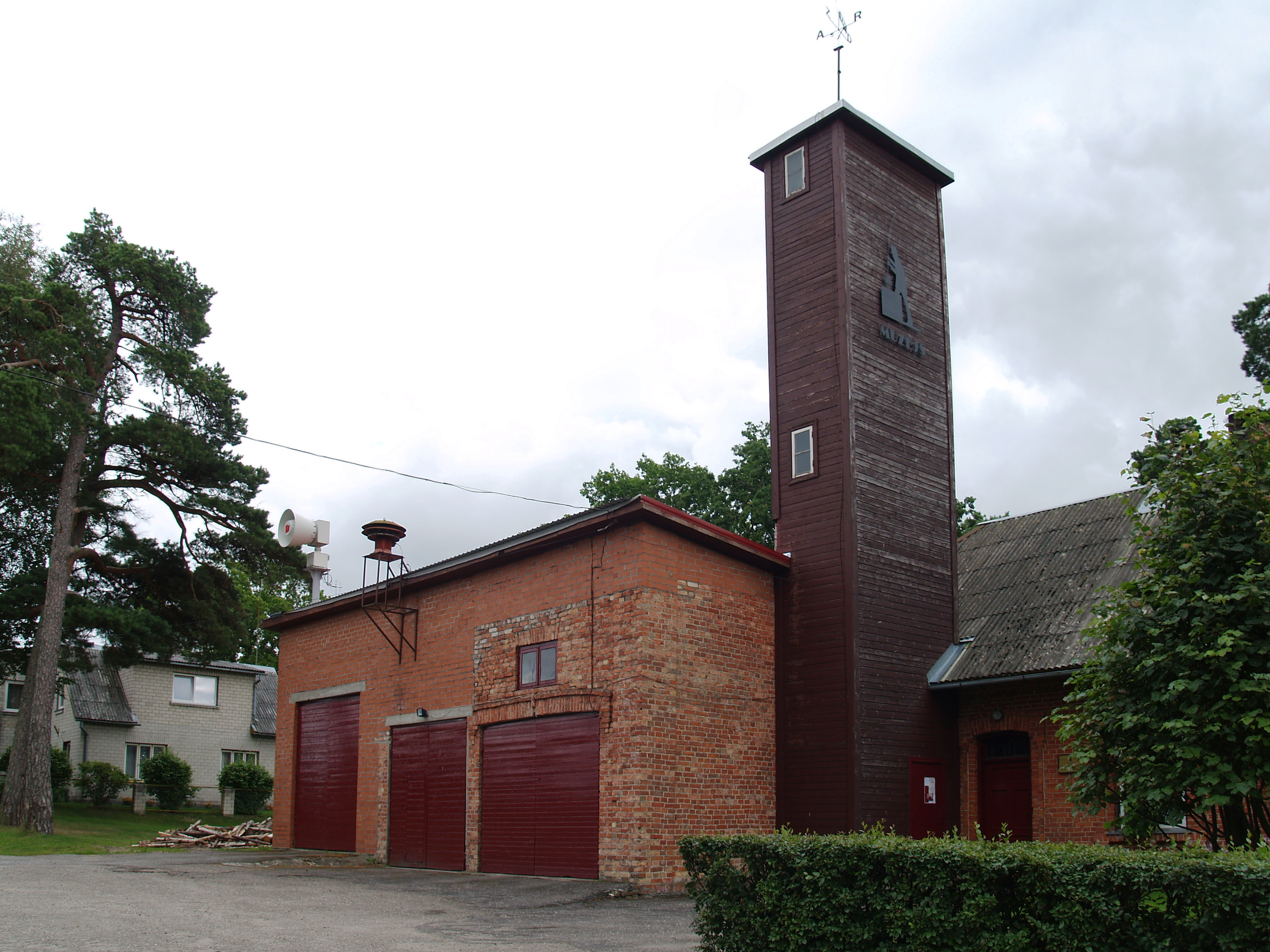